# Pierre Dugua de Mons

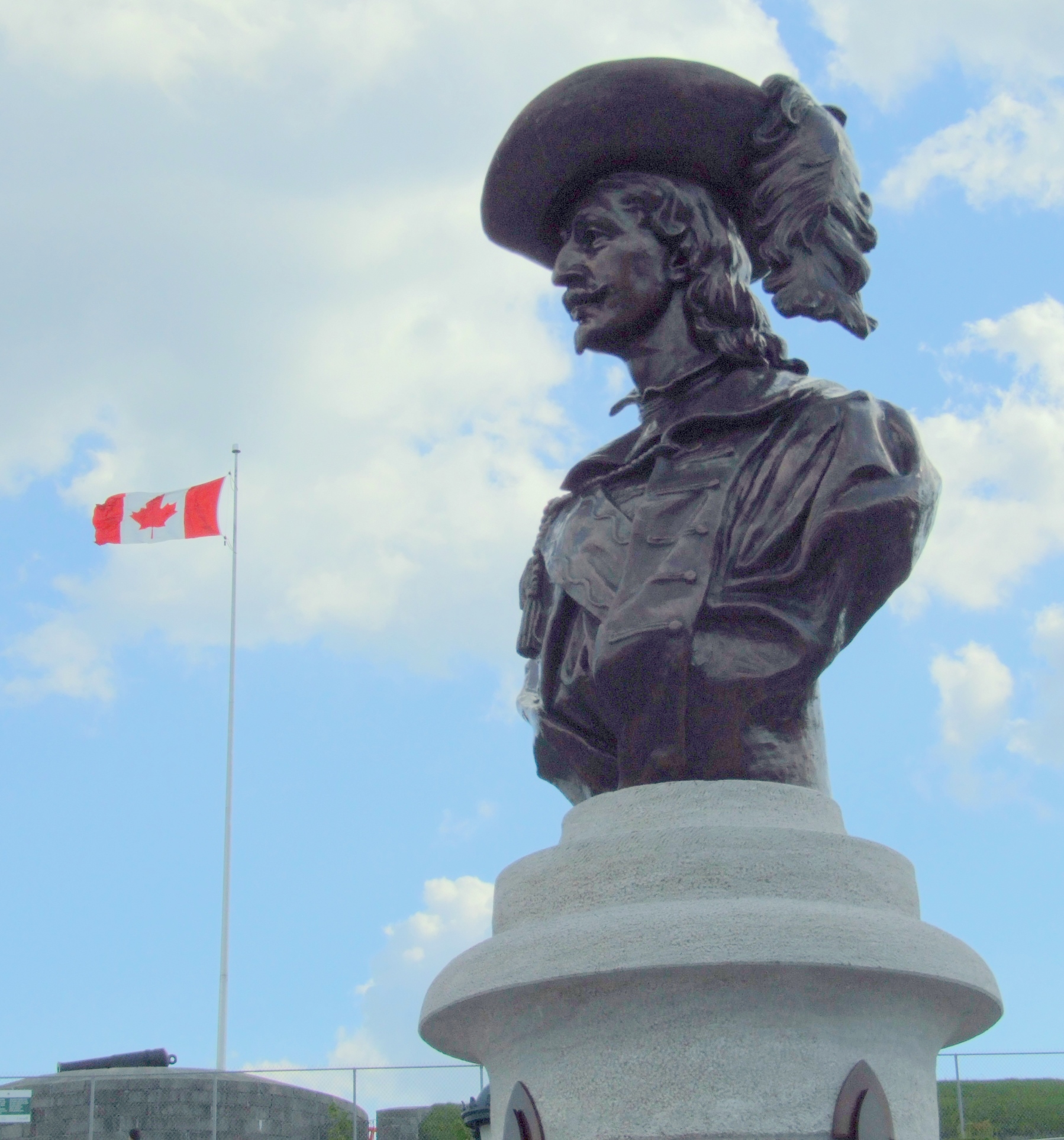
Bust de Pierre Dugua de Mons a Quebec, erigit el 3 de juliol de 2007, còpia exacta de l'instal·lat a Annapolis vers 1904.

Expedicions i assentaments de Pierre Du Gua i Champlain a Acàdia.

Pierre Dugua de Mons, a vegades Du Gua de Monts (Castell de Mons, Royan, Charente Marítim, ca. 1560 - Fléac-sur-Seugne, Charente Marítim, 1628) va ser un comerciant, colonitzador i explorador francès, que junt a Pierre de Chauvin de Tonnetuit va establir el 1599, al fort Tadoussac, el primer assentament francès permanent a Amèrica del Nord, a Nova França.